# Digitaria compacta
Digitaria compacta är en gräsart som först beskrevs av Albrecht Wilhelm Roth, Johann Jakob Roemer och Schult., och fick sitt nu gällande namn av Jan Frederik Veldkamp. Digitaria compacta ingår i släktet fingerhirser, och familjen gräs. Inga underarter finns listade i Catalogue of Life.